# تشارلز دودلي رودس
تشارلز دودلي رودس (بالإنجليزية: Charles Dudley Rhodes)‏ هو ضابط أمريكي، ولد في 10 فبراير 1865 في ديلاوير في الولايات المتحدة، وتوفي في 24 يناير 1948 في واشنطن العاصمة في الولايات المتحدة.